# Popillia chalcocnemisoides
Popillia chalcocnemisoides är en skalbaggsart som beskrevs av Limbourg 2008. Popillia chalcocnemisoides ingår i släktet Popillia och familjen Rutelidae. Inga underarter finns listade i Catalogue of Life.